# Mono City
Mono City è un census-designated place nella Contea di Mono in California. Si trova a nord del Lago Mono alla base della Sierra Nevada sulla giunzione tra la Route 395 e la California State Route 167.
Mono City è posta ad un'altitudine di 6768 piedi pari a 2063 metri.
Secondo il censimento del 2000 gli abitanti erano 177.